# Mnesteria
Mnesteria é um gênero de traça pertencente à família Agonoxenidae.